# Quintin Castle

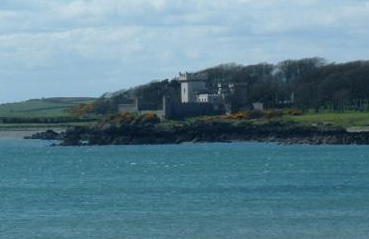
Quintin Castle

Quintin Castle ist eine Burg ca. 4 km östlich von Portaferry im nordirischen County Down. Sie ist eine der wenigen noch bewohnten anglo-normannischen Burgen in Irland.
Die Burg ließ John de Courcy 1184 bauen und später wohnte dort die Familie Savage und ihre Angehörigen, die Familie Smith. Im 17. Jahrhundert kaufte Sir James Montgomery, der damals in Rosemount, Grey Abbey, wohnte, das Anwesen von Quintin von Dulaltaigh Smith. Sein Sohn William ließ einen eingefriedeten Burghof, einige kleinere Türme und ein großes Haus anschließend an den zentralen Turm, sowie eine große Küche an der Seeseite, bauen. Dann wurde die ganze Burg mit einem neuen Dach versehen und neue Decken eingezogen. All dies geschah vermutlich vor 1659.
Die Montgonerys verkauften die Burg an George Ross, aber dieser lebt nie in der Burg, sodass sie zusehends verfiel. Stattdessen lebte er auf dem Anwesen The Mount Ross außerhalb von Portaferry. Anfang des 19. Jahrhunderts erbte Elizabeth Calvert (geb. Blacker), eine Nachfahrin der Familie Ross, die Burg und ließ sie 1850 renovieren. Der zentrale Donjon wurde aufgebaut, ein Fußweg entstand zwischen den Wehrgängen, ein Salon öffnete sich zu den inneren Gärten hin und ein Speisezimmer wurde in das unterste Geschoss des großen Turms eingebaut. Der größte Teil des Anwesens war nun mit einer massiven Steinmauer eingefriedet.
Später erwarb die Familie Burgess das Anwesen und lebte dort von den 1930er-Jahren bis in die 1950er-Jahre. Skeets Martin, ein Auktionator aus Belfast, und seine Gattin wohnten dann bis Anfang der 1970er-Jahre in der Burg. 1978 wurde Quintin Castle als privates Altenheim eröffnet und blieb es, bis es wiederum privat weiterverkauft wurde. Die Burg wurde vom neuen Eigentümer, McGimpsey and Kane Builders, umfangreich renoviert und Ende 2006 erneut veräußert. Der letzte Eigner hatte Probleme mit der Erhaltung und so kam die Burg 2012 in die Hände von Verwaltern.